# Anger (Estiria)
La ciudad mercado de Anger se encuentra ubicada en el Distrito de Weiz, en Estiria.

## Historia

### Inicios
Varias lápidas en el lado sur de la parroquia de Anger dan testimonio de la dominación en la época romana del territorio local durante el siglo I y II. Posteriormente, en el siglo VI, los eslavos invaden Estiria y se asientan principalmente en las tierras recuperadas, principalmente en Fresen (que es Birkenau) y el eslavo Zetz (que es Holzschalang).
En el año 860, Ludwing de Germania concede al Arzobispado de Salzburgo varios territorios, incluyendo el área de Weisbach a Feistritz (Waxenegg), extendiéndose hasta Zetz. La colonización de la primera zona se daría por los húngaros al final del siglo IX.
En 1217 Waxenegg cambia su nombre por Wesseneck en su primera mención en un documento oficial, nombre que ubicaría a un castillo en el valle superior de Feistritz y a partir del castillo es que se colonizaría la zona y más tarde, el centro que va desde Anger hasta la frontera con Baja Austria. Un castillo menor se ubicaría en Anger con artesanos, un patio señorial, un molino, un aserradero, la herrería, una taberna y la iglesia.
En marzo de 1314 el cólera invade Anger. En 1379 la iglesia de Anger es consagrada y recibe los derechos locales. En 1389 se inscribe a Anger como una ciudad mercado.
En el año 1458 hubo en la ciudad un incendio devastador, en el que se quemaron todos los documentos, Anger que había sido reemplazado por el Emperador Federico III, vuelve a tener sus antiguos privilegios nuevamente, que consistían en el libre comercio, al igual que otras ciudades y pueblos de Steyr (Estiria).

### Modernidad
Para el año 1556 existen 23 casas en la ciudad mercado y en 1650 ya se podían contar un total de 18 profesiones de los lugareños. En 1663, el área es comprada por los condes de Weberberg, quiénes se instalan en el castillo, pero en 1723 el castillo se torna inhabitable.
En 1741 una terrible plaga infecta a los pobladores y, en tan sólo tres meses, mueren 238 personas. En 1761 después de la muerte de los condes de Webenberg, el dominio es comprado por Johann Graf Khevenhüller-Metsch, manteniéndolo por varios años en su familia que, en 1799 se lo vende al príncipe Karl August von Bretzenheim. En 1806 es vendida nuevamente al barón Ferdinand von Gudenus.
En 1848, mediante la derogació de una ley, los ciudadanos y agricultores se convierten en ciudadanos libres con dominios sobre las propiedades que ocupaban. Se crea la administración municipal y los representantes del pueblo y el mercado se convierten en los líderes comunitarios y alcaldes locales.
En 1884 nace la primera asociación local, la «Franz Graf Wurmbrand-Stuppacher Militär-Veteranenverein Anger» de veteranos de guerra. En 1888 se crean los bomberos voluntarios locales y en 1897 el «Angerer Musikverein». Para 1890, Anger es un afamado centro de veraneo y un sinnúmero de personas, principalmente provenientes de Hungría, visitan el lugar, para la época ya existían cinco casas de huéspedes con capacidad para al menos 21 personas. En 1891 Alois Tahller funda una central eléctrica y por primera vez la plaza principal es iluminada.

### sigloXXa la actualidad
Para 1911 y con la puesta en marcha de la central eléctrica, comienza a funcionar el transporte público Feistritztalbahn, que era moderadamente experimentado en el oficio y con ello se da el aumento significativo de la población y un aumento económico. Para 1914 y con el estallido de la Primera Guerra Mundial, Anger se convierte en una guarnición, donde cientos de soldados son arrastrados desde el campo de batalla hacia la ciudad. Para 1918 y a raíz de la guerra había 110 muertos y 5 desaparecidos locales.
En la década de 1920 los invitados durante el verano le cambian la cara a la ciudad. La sociabilidad de la ciudad se coloca en un punto máximo y su juego de cartas.
El 25 de julio de 1934, los pertenecientes al Partido Nacionalsocialista de Anger participan en un complot y sin contemplaciones ocupan la comisaría, la oficina de correos y la iglesia. Muchos niños son obligados a caminar como prisioneros y algunos se las ingenian para escapar a Baviera. El 12 de marzo de 1938 se unifica a la región con la Alemania de los nazis.
De 1939 a 1945 se producen unos 147 muertos y 19 desaparecidos entre cinco municipios locales a causa de la guerra. El 8 de febrero de 1944, las primeras bombas caen sobre Anger y el área local, por parte de los Aliados y los bombarderos soviéticos.
Para octubre de 1956 en Anger hay más de 2 mil refugiados húngaros, que escaparon de la sublevación en su país.
Durante 1995 hubo una exposición denominada "1945-1995: 50 años de paz" y es recibido por la población con gran interés. El 28 de mayo de 1997 se publica el libro de dos tomos "Geschichte der Gemeinden der Pfarre Anger" contando la historia local en 1534 páginas y con 970 ilustraciones aproximadamente.

## Geografía
La principal vía de acceso a Anger por calle es por la avenida B72, que mediante otras calles intermedias conecta con diferentes autopistas. Desde el sur y el oeste, la B72 conecta con la B64 que se une con la autopista A2 del oeste de Gleisdorf (salvo en el oeste); al este la B72 se une con la B54 y ésta, a su vez nuevamente con la autopista A2 cercana a Hartberg; y desde el norte se une con la L114 que llega hasta Mürztal.
Por tren tiene acceso a Graz a través de la formación que va de Gleisdorf a Weiz, y a partir de allí hay un colectivo directo a Anger. Los micros desde el correo de Graz y Weiz en dirección a Anger tienen servicios regulares.

## Economía
La ciudad mercado de Anger, como el centro municipal de las subdivisiones de Anger, Baierdorf, Feistritz, Floing y Naintsch han tenido un crecimiento continuo a través de los años.
Con la ley de libre mercado, los ciudadanos y los bienes podían circular libremente por la zona y trasladarse a otras ciudades mercado bajo la misma ley sin ningún tipo de restricción. Ser un ciudadano de Anger no sólo implicaba el ser dueño de una propiedad y ejercer un oficio, los nativos debían casarse para ejercer como ciudadanos, presentarse ante el Consejo Ciudadano y ser aprobados, pagar un tributo y prestar juramento civil que incluía el de defender la ciudad en caso de ataque, lo que también les daba la posibilidad de, por ejemplo, ejercer como juez local.
Por ello, se desarrollaron libremente las profesiones, el comercio y la industria, en el ámbito principalmente local más, si existían excedentes, eran vendidos en las ferias anuales aprobadas. Francisco I de Austria tenía aprobadas tres ferias en 1827, para celebrar un mercado semanal los días lunes.
Para 1800 existían, entre otras profesiones, 5 panaderos, 3 herreros, 3 sastres, 3 comerciantes y 2 pañeros. Con el advenimiento de la era textil industrializada, las fuentes de ingresos se trasladaron a los centros industriales y comerciales, pasando a tener un comercio local en Anger para la región.

### Turismo
La región de Anger ha sido durante más de cien años una región turística, principalmente de veraneo, reconocida más allá de las fronteras nacionales. Anterior al período de la Primera Guerra Mundial, los visitantes eran principalmente de origen judío y húngaros, y durante el período de las entreguerras serían principalmente funcionarios, exfuncionarios y empresarios provenientes de Viena y de Graz.
Alrededor de 1930 se construye la primera piscina de vacaciones, que formarían parte de las llamadas "Veladas de Anger" con la cual se iniciará la pretemporada de 1935, promocionándola en Viena y siendo uno de los primeros modelos para las ferias rurales actuales. A continuación, luego de la Segunda Guerra Mundial, la "Fiesta de Estiria" atraería visitantes a la región haciendo publicidad en los cines de Graz y Viena.
Durante la década de 1970, el número sin precedentes de 60 mil noches ocupadas por turistas, confirman la enorme popularidad de Anger por aquella época.
Actualmente cuenta con varios problemas en la actividad, entre ellos que el turismo rural se encuentra en pleno desarrollo y los establecimientos privados son escasos y sus propietarios en general son personas mayores.

## Cultura

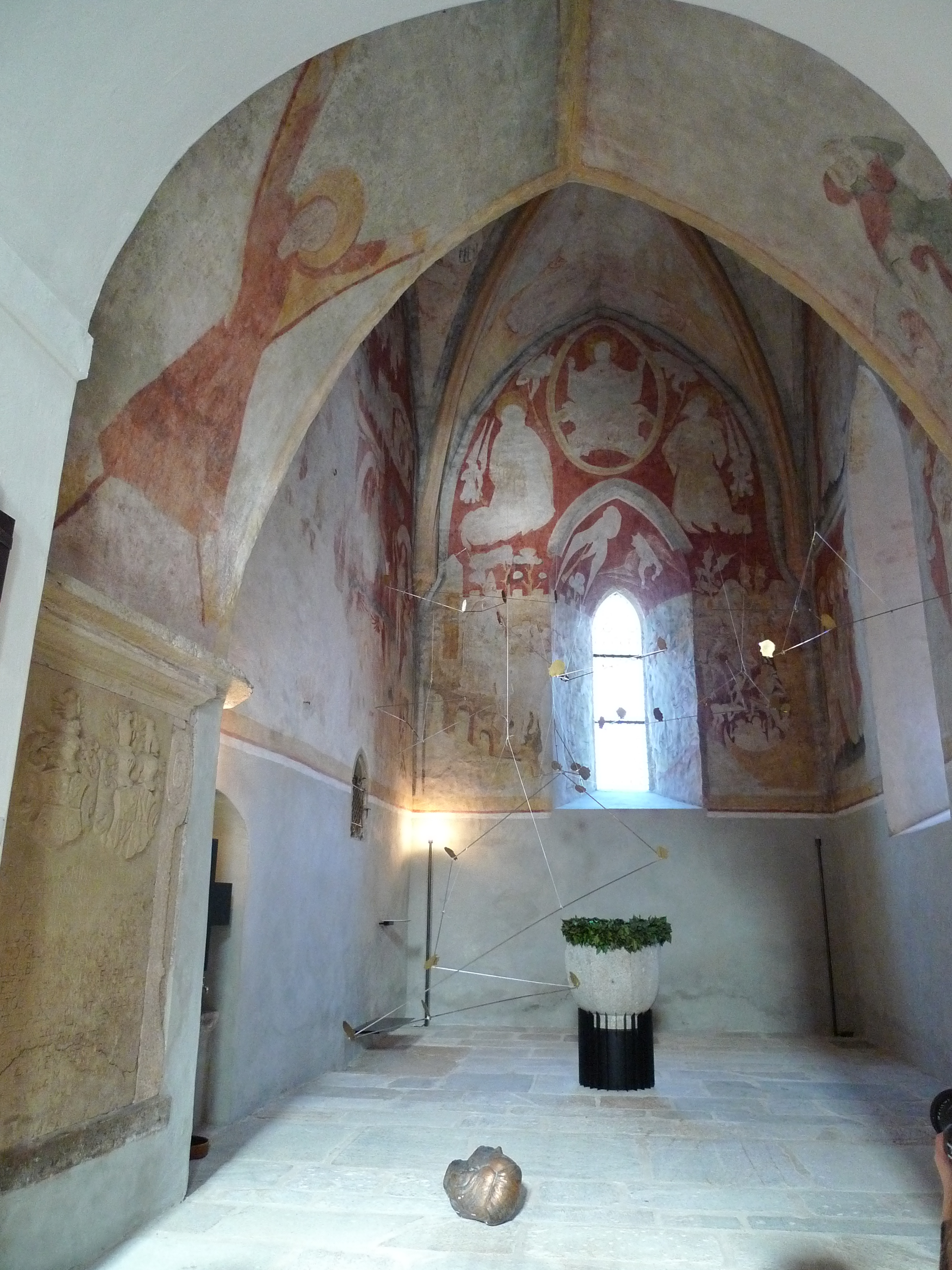
Partes de la parroquia de Anger que conservan el estilo medieval.

En Anger vivían en 2010 unas 5160 personas y el 94% del total eran católicos. El patrono de la parroquia de Anger es San Andrés Apóstol, cuya fecha se celebra el 30 de noviembre. El estilo de la iglesia que data del siglo XII es del tipo románico. Durante el siglo XV se completaron partes en estilo gótico, la puerta principal del antiguo baptisterio o sacristía.